# Wrightwood (Kalifornija)
Wrightwood je naseljeno područje za statističke svrhe u američkoj saveznoj državi Kalifornija. Prema popisu stanovništva iz 2010. u njemu je živjelo 4.525 stanovnika.